# クルセイドシステムカードシリーズ
クルセイドシステムカードシリーズ（Crusade System Card Series）は、バンダイのトレーディングカードゲームである。

## 概要
2007年、「サンライズクルセイド」としてスタート。その後2009年の「マクロスクルセイド」から他作品のシリーズが加わり、『クルセイドシステムカードゲーム』として拡張された。単独でのプレイも、混成プレイも可能。
2010年までシリーズごとに裏面のデザインが異なっていたため、混成には裏面不透明のスリーブが必要である。ただし2011年の「ボンズクルセイド」発売から、裏面は統一された。
ゲームシステムは同じバンダイの『ガンダムウォー』から多くを受け継いでいる。
2018年の2月末日で、運営を終了した。

## シリーズ
- 2007年010月 - サンライズクルセイド（サンライズ作品[2]）
- 2009年06月 - マクロスクルセイド（マクロスシリーズ）
- 2009年12月 - OGクルセイド（スーパーロボット大戦OGシリーズ）
- 2010年08月 - ダイナミッククルセイド（ダイナミック企画作品）
- 2011年01月 - ボンズクルセイド（ボンズ作品）
- 2012年01月 - クルセイド聖闘士星矢[3] （聖闘士星矢シリーズ）
- 2012年03月 - クルセイドアクエリオンEVOL/創聖のアクエリオン&アクエリオンロゴス/創聖のアクエリオンEVOL（アクエリオンシリーズ）
- 2012年06月 - クルセイド聖闘士星矢Ω（聖闘士星矢Ω）
- 2012年07月 - クルセイド 非公認戦隊アキバレンジャー（非公認戦隊アキバレンジャー）
- 2012年010月 - クルセイド るろうに剣心 -明治剣客浪漫譚-（るろうに剣心 -明治剣客浪漫譚-）
- 2012年011月 - クルセイド 劇場版 天元突破グレンラガン（劇場版 天元突破グレンラガン 二部作）
- 2013年01月 - クルセイド トップをねらえ!/トップをねらえ2!（トップをねらえ!シリーズ）
- 2013年01月 - クルセイド ジョジョの奇妙な冒険（ジョジョの奇妙な冒険シリーズ）
- 2013年02月 - クルセイド マギ（マギ）
- 2013年05月 - クルセイド 幽☆遊☆白書（幽☆遊☆白書）
- 2013年07月 - クルセイド 機動戦艦ナデシコ（機動戦艦ナデシコシリーズ）
- 2013年011月 - クルセイド 銀河機攻隊マジェスティックプリンス（銀河機攻隊マジェスティックプリンス）
- 2013年012月 - クルセイド フルメタル・パニック!（フルメタル・パニック!シリーズ）
- 2013年012月 - クルセイド 宇宙戦艦ヤマト2199（宇宙戦艦ヤマト2199）
- 2014年01月 - クルセイド 蒼穹のファフナー（蒼穹のファフナーシリーズ）
- 2014年02月 - クルセイド モーレツ宇宙海賊（モーレツ宇宙海賊）
- 2014年011月 - クルセイド 魔法騎士レイアース（魔法騎士レイアース）
- 2016年010月 - クルセイド 甲鉄城のカバネリ（甲鉄城のカバネリ）
- 2016年011月 - クルセイド レガリア The Three Sacred Stars（レガリア The Three Sacred Stars）
- 2016年011月 - クルセイド ヱヴァンゲリヲン新劇場版（ヱヴァンゲリヲン新劇場版シリーズ）
- 2016年012月 - クルセイド サクラ大戦 乙女繚乱（サクラ大戦シリーズ）
- 2017年03月 - スパロボVクルセイド（スーパーロボット大戦Vの参戦作品[4]及びオリジナルキャラ）

## 色
『ガンダムウォー』同様、勢力は色分けされているが、色の種類・特徴・ゲームシステムでの位置づけは異なる。
なお、作品混載シリーズでは（サンライズクルセイド、マクロスクルセイド、OGクルセイド、ダイナミッククルセイド、ボンズクルセイド）では、OGクルセイドと、サンライズクルセイドの一部作品以外、原則として作品ごとの色分けされているが、その以外の場合は作中での勢力などで色分けされている。
| 色 | 特徴                 | サ・O・聖・Ω・ジ・魔 | マ | ダ | ボ | ア | 非 | る | 天 | ト | マ | 幽 | ナ | 銀 | フ | ヤ | 蒼 | モ | 甲 | レ | ヱ | 大 | V |
| -- | -------------------- | -------------------- | -- | -- | -- | -- | -- | -- | -- | -- | -- | -- | -- | -- | -- | -- | -- | -- | -- | -- | -- | -- | - |
| 青 | 防御を得意とする     | ○                    | ○  |    | ○  | ○  | ○  | ○  | ○  |    | ○  |    |    | ○  | ○  |    |    | ○  |    |    | ○  | ○  | ○ |
| 緑 | 攻撃に優れる         | ○                    | ○  |    | ○  |    |    | ○  | ○  |    |    |    |    |    |    |    |    | ○  |    |    |    |    |   |
| 黒 | 圧倒的な破壊力を持つ | ○                    |    | ○  |    |    |    |    |    | ○  | ○  | ○  | ○  |    | ○  | ○  | ○  |    | ○  | ○  |    |    |   |
| 赤 | 相手の妨害に長ける   | ○                    |    | ○  |    | ○  | ○  |    |    | ○  |    | ○  | ○  | ○  |    | ○  | ○  |    | ○  |    | ○  | ○  | ○ |

## 参入作品

### サンライズクルセイド
| ☆はプロモーションカードのみの参戦。★は運営終了後に展開しているカードアートワークスのみの参戦。 - 無敵超人ザンボット3 - 無敵鋼人ダイターン3 - 戦闘メカ ザブングル - 聖戦士ダンバイン - New Story of Aura Battler DUNBINE - 装甲騎兵ボトムズ - 装甲騎兵ボトムズ ザ・ラストレッドショルダー - 装甲騎兵ボトムズ ビッグバトル - 装甲騎兵ボトムズ 赫奕たる異端 - 装甲騎兵ボトムズ ペールゼン・ファイルズ - 装甲騎兵ボトムズ Case;IRVINE - 重戦機エルガイム - 蒼き流星SPTレイズナー - 機甲戦記ドラグナー - 伝説巨神イデオン - 伝説巨神イデオン 接触編 - 勇者王ガオガイガー - 勇者王ガオガイガーFINAL - 勇者王ガオガイガーFINAL-GRAND GLORIOUS GATHERING- - カウボーイビバップ - COWBOY BEBOP 天国の扉 - ブレンパワード - 機甲界ガリアン - 機甲界ガリアン 鉄の紋章 - コードギアス 反逆のルルーシュ - コードギアス 反逆のルルーシュR2 - コードギアス 亡国のアキト - コードギアス 双貌のオズ - コードギアス 双貌のオズO2 | - 魔神英雄伝ワタル - 真魔神英雄伝ワタル 魔神山編 - 舞-HiME - 舞-乙HiME - 舞-乙HiME Zwei - 舞-乙HiME O～S.ifr - 勇者特急マイトガイン - ゼーガペイン - ゼーガペインADP - GEAR戦士 電童 - スクライド - 新世紀GPXサイバーフォーミュラ - OVERMANキングゲイナー - 勇者警察ジェイデッカー - 覇王大系リューナイト - 覇王大系リューナイト アデュー・レジェンド - TIGER & BUNNY - 劇場版TIGER & BUNNY -The Rising- - セイクリッドセブン - セイクリッドセブン 銀翼の翼 - 境界線上のホライゾン - 境界線上のホライゾンII - THEビッグオー - 天空のエスカフローネ - 鎧伝サムライトルーパー - 革命機ヴァルヴレイヴ - 革命機ヴァルヴレイヴ アンダー・テイカー - 伝説の勇者ダ・ガーン | - アクセル・ワールド - アクセル・ワールドOVA - アクセル・ワールド-インフィニット・バースト- - バディ・コンプレックス - クロスアンジュ 天使と竜の輪舞 - アルジェントソーマ - リーンの翼 - 無敵ロボ トライダーG7 - 銀河漂流バイファム - 絶対無敵ライジンオー - 魔動王グランゾート - 疾風!アイアンリーガー - 元気爆発ガンバルガー - アイドルマスター XENOGLOSSIA - 無限のリヴァイアス - ベターマン - サン娘～Girl's Battle Bootlog - ☆巨神ゴーグ - ☆超力ロボ ガラット - ☆ダーティペア - ★太陽の牙ダグラム - ★勇者エクスカイザー - ★太陽の勇者ファイバード - ★熱血最強ゴウザウラー - ★黄金勇者ゴルドラン - ★勇者指令ダグオン - ★超者ライディーン - ★ガサラキ - ★完全勝利ダイテイオー |

### マクロスクルセイド
- 超時空要塞マクロス
  - 超時空要塞マクロス 愛・おぼえていますか
  - 超時空要塞マクロス Flash Back 2012
- マクロス7
- マクロスゼロ
- マクロスF
  - 劇場版 マクロスF 虚空歌姫〜イツワリノウタヒメ〜
  - 劇場版 マクロスF 恋離飛翼 〜サヨナラノツバサ〜
- マクロスプラス
- 超時空要塞マクロスII -LOVERS AGAIN-
- マクロスFB7 オレノウタヲキケ!
- マクロス30 銀河を繋ぐ歌声
- マクロスΔ

### OGクルセイド
- スーパーロボット大戦OG -ディバイン・ウォーズ- / 同 -ジ・インスペクター- / 同 THE ANIMATION
- スーパーロボット大戦OG外伝
- 第2次スーパーロボット大戦OG
- 魔装機神 THE LORD OF ELEMENTAL
- 魔装機神II REVELATION OF EVIL GOD
- 魔装機神III PRIDE OF JUSTICE
- 魔装機神F COFFIN OF THE END
- 無限のフロンティア スーパーロボット大戦OGサーガ
- スーパーロボット大戦OG ダークプリズン
- スーパーロボット大戦OG ムーン・デュエラーズ

### ダイナミッククルセイド
- マジンガーZ
- グレートマジンガー
- UFOロボ グレンダイザー
- マジンカイザー
- マジンカイザーSKL
- 真マジンガー 衝撃! Z編
- 真マジンガーZERO
  - 真マジンガーZERO vs暗黒大将軍
- デビルマン
- ゲッターロボ
- ゲッターロボG
- 真ゲッターロボ 世界最後の日
- 真ゲッターロボ対ネオゲッターロボ
- 新ゲッターロボ
- 鋼鉄神ジーグ
- キューティーハニー
- ドロロンえん魔くん
- ロボットガールズZ
  - ロボットガールズZ+
  - ロボットガールズZ ONLINE
  - ロボットガールズZ フルボッコバトル

### ボンズクルセイド
- STAR DRIVER 輝きのタクト
  - STAR DRIVER 輝きのタクト THE MOVIE
- DARKER THAN BLACK -黒の契約者-
  - DARKER THAN BLACK -流星の双子-
- HEROMAN
- ラーゼフォン
- 鋼の錬金術師 FULLMETAL ALCHEMIST
  - 鋼の錬金術師 嘆きの丘の聖なる星
- 交響詩篇エウレカセブン
- ソウルイーター
- エウレカセブンAO
- スペース☆ダンディ

### スパロボVクルセイド
スーパーロボット大戦シリーズ作品の性質上、2017年2月現在、下記の作品を除くスパロボVクルセイドで登場する作品（予定含み）が他のクルセイドシリーズの登場作品としても登場する。
スーパーロボット大戦Vで登場する作品の他、同作品で登場するオリジナルキャラクター、メカが登場する。
- 機動戦士Ζガンダム
- 機動戦士ガンダムΖΖ
- 機動戦士ガンダム 逆襲のシャア
- 機動戦士ガンダム 閃光のハサウェイ
- 機動戦士クロスボーン・ガンダム
  - 機動戦士クロスボーン・ガンダム スカルハート
  - 機動戦士クロスボーン・ガンダム 鋼鉄の7人
- 機動戦士ガンダムSEED DESTINY
- 劇場版 機動戦士ガンダム00 -A wakening of the Trailblazer-
- 機動戦士ガンダムUC
- ヱヴァンゲリヲン新劇場版:Q

### 作品単体シリーズ
- 聖闘士星矢 （クルセイド 聖闘士星矢）
- 聖闘士星矢 冥王ハーデス編 （クルセイド 聖闘士星矢）
- 聖闘士星矢Ω （クルセイド 聖闘士星矢Ω）
- 聖闘士星矢 Legend of Sanctuary （クルセイド 聖闘士星矢）
- 創聖のアクエリオン （クルセイド アクエリオンEVOL/創聖のアクエリオン）
- アクエリオンEVOL （クルセイド アクエリオンEVOL/創聖のアクエリオン）
- 創聖のアクエリオンEVOL（クルセイド アクエリオンロゴス/創聖のアクエリオンEVOL）
- アクエリオンロゴス（クルセイド アクエリオンロゴス/創聖のアクエリオンEVOL）
- 非公認戦隊アキバレンジャー （クルセイド 非公認戦隊アキバレンジャー）
- るろうに剣心 -明治剣客浪漫譚-（クルセイド るろうに剣心 -明治剣客浪漫譚-）
- 劇場版 天元突破グレンラガン 二部作（クルセイド 劇場版 天元突破グレンラガン）
- トップをねらえ!（クルセイド トップをねらえ!/トップをねらえ2!）
- トップをねらえ2!（クルセイド トップをねらえ!/トップをねらえ2!）
- ジョジョの奇妙な冒険（クルセイド ジョジョの奇妙な冒険）
- マギ（クルセイド マギ）
- 幽☆遊☆白書（クルセイド 幽☆遊☆白書）
- 機動戦艦ナデシコ（クルセイド 機動戦艦ナデシコ）
- 機動戦艦ナデシコ -The prince of darkness-（クルセイド 機動戦艦ナデシコ）
- 銀河機攻隊マジェスティックプリンス（クルセイド 銀河機攻隊マジェスティックプリンス）
- フルメタル・パニック!（クルセイド フルメタル・パニック!）
- フルメタル・パニック? ふもっふ（クルセイド フルメタル・パニック!）
- フルメタル・パニック! The Second Raid（クルセイド フルメタル・パニック!）
- フルメタル・パニック! アナザー（クルセイド フルメタル・パニック）
- 宇宙戦艦ヤマト2199（クルセイド 宇宙戦艦ヤマト2199）
- 蒼穹のファフナー（クルセイド 蒼穹のファフナー）
- 蒼穹のファフナー RIGHT OF LEFT（クルセイド 蒼穹のファフナー）
- 蒼穹のファフナー HEAVEN AND EARTH（クルセイド 蒼穹のファフナー）
- 蒼穹のファフナー EXODUS（クルセイド 蒼穹のファフナー）
- モーレツ宇宙海賊（クルセイド モーレツ宇宙海賊）
- モーレツ宇宙海賊 ABYSS OF HYPERSPACE -亜空の深淵-（クルセイド モーレツ宇宙海賊）
- 魔法騎士レイアース（クルセイド 魔法騎士レイアース）
- 甲鉄城のカバネリ（クルセイド 甲鉄城のカバネリ）
- レガリア The Three Sacred Stars（クルセイド レガリア The Three Sacred Stars）
- ヱヴァンゲリヲン新劇場版:序（クルセイド ヱヴァンゲリヲン新劇場版）
- ヱヴァンゲリヲン新劇場版:破（クルセイド ヱヴァンゲリヲン新劇場版）
- サクラ大戦（クルセイド サクラ大戦 乙女繚乱）
- サクラ大戦2 〜君、死にたもうことなかれ〜（クルセイド サクラ大戦 乙女繚乱）
- サクラ大戦3 〜巴里は燃えているか〜（クルセイド サクラ大戦）
- サクラ大戦4 〜恋せよ乙女〜（クルセイド サクラ大戦）